# ハルキス
ハルキダ（現代ギリシャ語: Χαλκίδα / Chalkida）は、ギリシャ共和国中央ギリシャ地方のエヴィア島（古名: エウボイア島）にある都市であり、その周辺地域を含む基礎自治体（ディモス）。エヴィア県の県都であるとともに、中央ギリシャ地方で最多の人口を擁する都市でもある。エヴリポス海峡に立地し、古代ギリシャ時代から都市として繁栄した。
古代ギリシア語およびカサレヴサでは Χαλκίς （古典音転記: Khalkís、現代音転記: Chalkis）であり、カルキスもしくはハルキスと表記される。

## 名称
都市の名 Χαλκίς の名称はギリシャ語で「銅」を意味する χαλκός に由来しているが、実際にこの地域に鉱脈があるわけではない。
この都市の日本語表記には、カルキス、カルキダもある。

## 地理

### 位置・広がり
ハルキダの街はギリシャで第二の面積を持つエヴィア島の中部に位置し、ティーヴァから北東へ約29km、首都アテネから北北西へ約56km、県都リヴァディアから東へ約63km、州都ラミアから南東へ約112kmの距離にある。エヴィア島と本土の間が最も狭まるエヴリポス海峡に面しており、エヴィア島と本土の間はハルキダにおいて2本の橋で結ばれている。
都市（キノティタ、都市共同体）としてのハルキダの範囲は、海峡対岸（本土側）の一部にも及ぶ。また、その市街地は北に隣接するネア・アルタキや本土のドロシアなど、隣接する都市にも連続している。
自治体（ディモス）としてのハルキダ市は、2011年に旧ハルキダ市を含めて5自治体を合併して拡大し、本土側にも広い市域を持つことになった。ハルキダ市は、エヴィア島側では、北にディルフィス＝メサピア、東にエレトリアと境界を接する。また、本土側では西にオルホメノス、西南にティーヴァ（テーバイ、テーベ）、南にタナグラと境界を接している。

### 主要な都市・集落
ハルキダ市域に含まれる人口2000人以上の都市・集落には以下がある。ドロシア以外はいずれもエヴィア島側に位置する。
- ハルキダ（Χαλκίδα : ハルキダ地区） - 53,584人
- ネア・アルタキ（Νέα Αρτάκη : ネア・アルタキ地区） - 8,646人
- ヴァシリコ（Βασιλικό : リランディア地区） - 6,504人
- ドロシア（Δροσιά : アンティドナ地区） - 4,007人
- アイオス・ニコラオス（Άγιος Νικόλαος : リランディア地区） - 2,644人

## 歴史

### 古代ギリシア

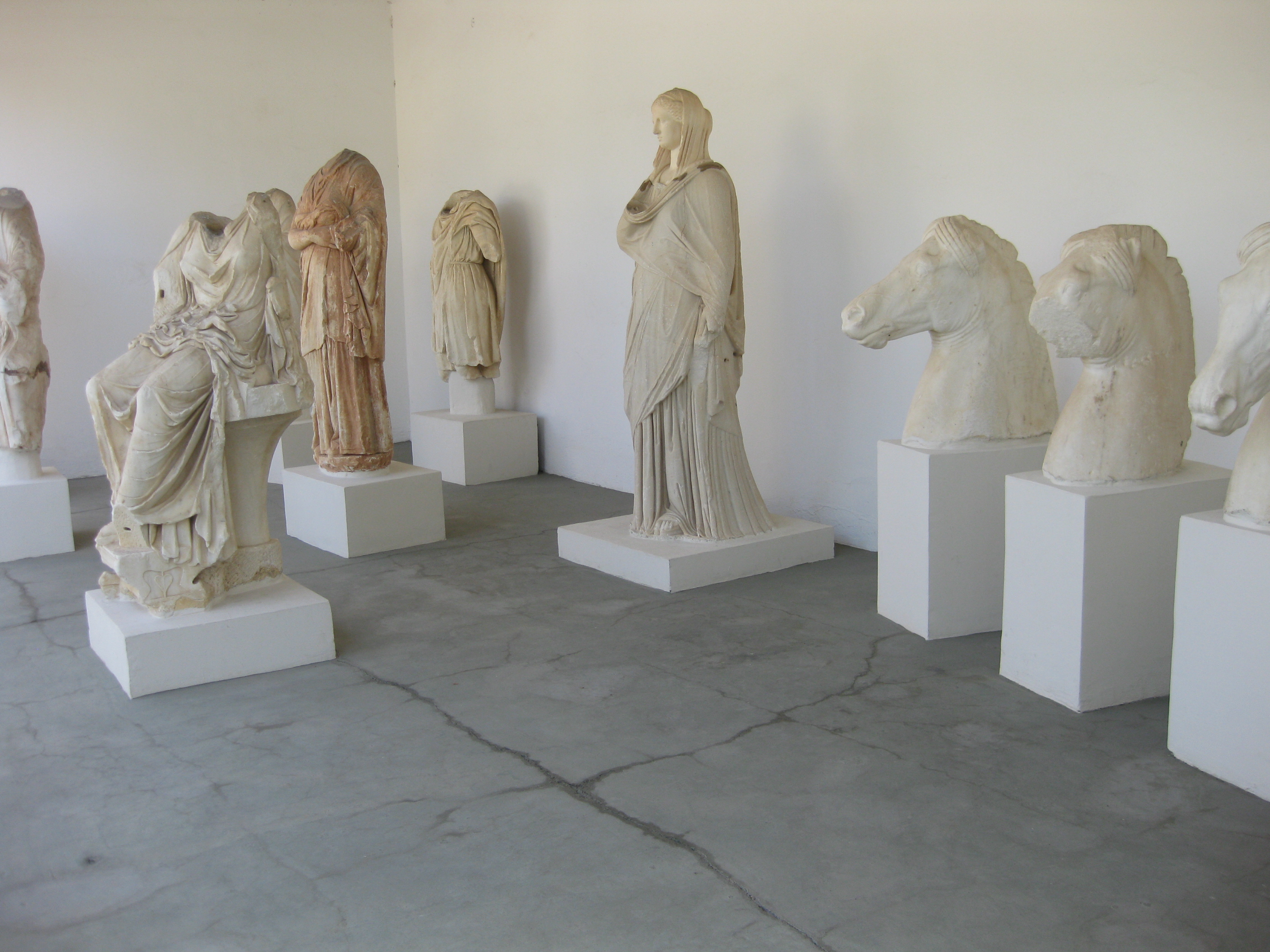
ハルキダ考古学博物館の展示物

ハルキダにおける人々の営みは、考古学的にはミケーネ文明にさかのぼる。トリパとヴロムサにあるミケーネ文明時代の墓は、1910年にパプヴァシレイオン（Papvasileion）によって発掘されている。
カルキス（ハルキダ）について言及された最古の記録は『イーリアス』である。カルキスの名は、ライバルであったエレトリアと同じ行に記されている。また、トロイア戦争に際してアカイア軍が集結して船出した土地であるアウリス（現代名: アヴリダ  (Avlida) ）は、カルキスにほど近いエヴリポス海峡南側の岸辺であり、2011年以降はハルキダ市域に含まれている。
紀元前8世紀および紀元前7世紀には、カルキスの人々の入植活動によって、 カルキディケ半島（現代名: ハルキディキ半島）に30もの町が建設された（カルキディケという地名自体がカルキスに由来する）。またシチリア島にもいくつかの重要となる町が築かれた。それら植民市で生産される鉱産物や金属細工、貝紫染料や陶器などは、母市と植民市の住民との間で取引されるのみならず、コリントスやサモスといった同盟国の商船によって地中海沿いの各地に運ばれ、販路が築かれた。

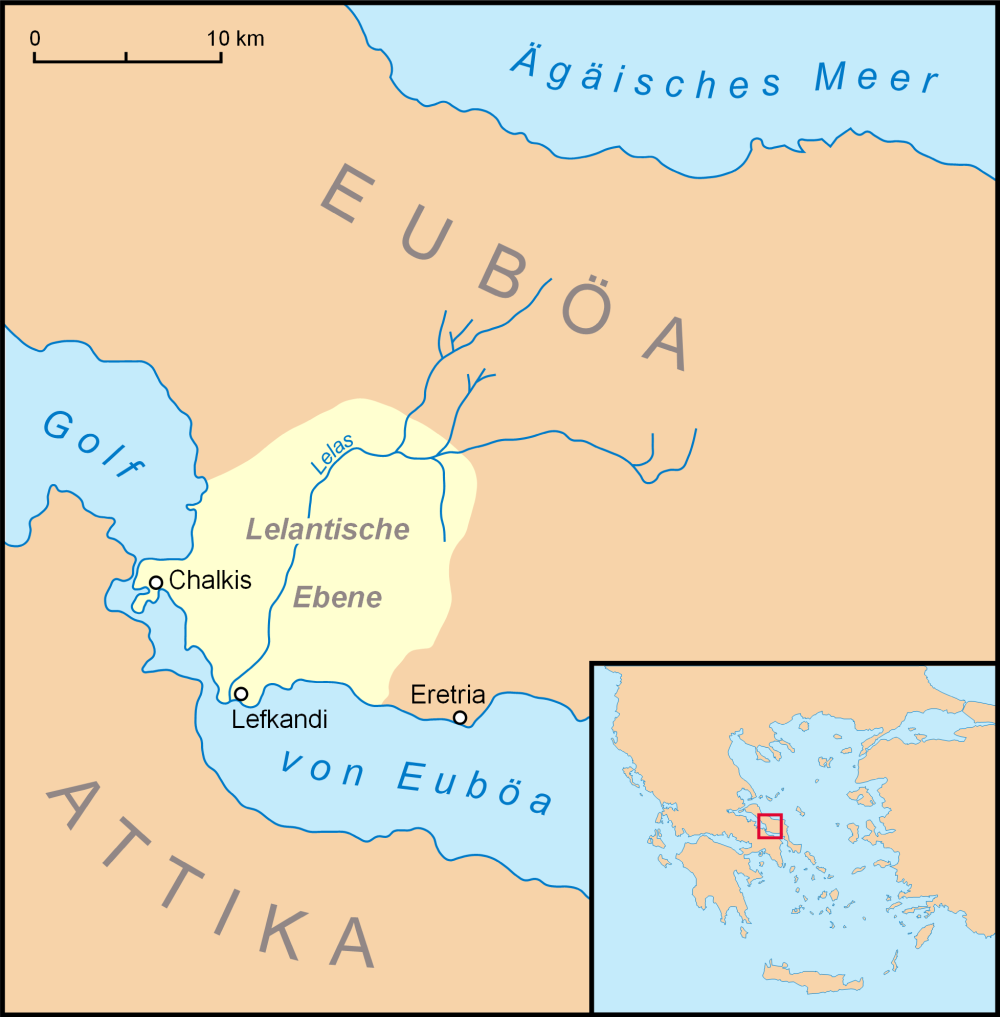
レラント戦争関係図

カルキスの東にある都市エレトリアとは競合関係にあった。双方の同盟国の支援を受けて戦われたレラントス戦争（紀元前710年ごろ - 紀元前650年ごろ）においてカルキス連合は勝利を収め、カルキスはエウボイア島で最も肥沃な農業地帯を獲得して島の覇者となった。しかし紀元前6世紀の初めにアテナイに惨敗し、その繁栄は終わりを告げた。アテナイ人はカルキスを支配していた貴族を追放し、植民者（クレルキー）を送り込んだ。カルキスはその後、デロス同盟に参加した。
哲学者アリストテレス（紀元前384年 - 紀元前322年）は、カルキディキのスタゲイラの生まれで、母がカルキスの出身である。反マケドニアの気運が高まったアテナイを去ったアリストテレスは、母の縁を頼ってカルキスに移り、この地で没している。
ヘレニズム時代に入ると、カルキスはマケドニアによる中央ギリシャ統治の拠点・要塞として重要な位置を占めることになった。そして実際、ギリシア侵略の拠点として、紀元前192年にはアンティオコス3世（セレウコス朝）に、紀元前88年にはミトリダテス6世（ポントス王国）に利用された。

### ローマ帝国・ヴェネツィア共和国・オスマン帝国

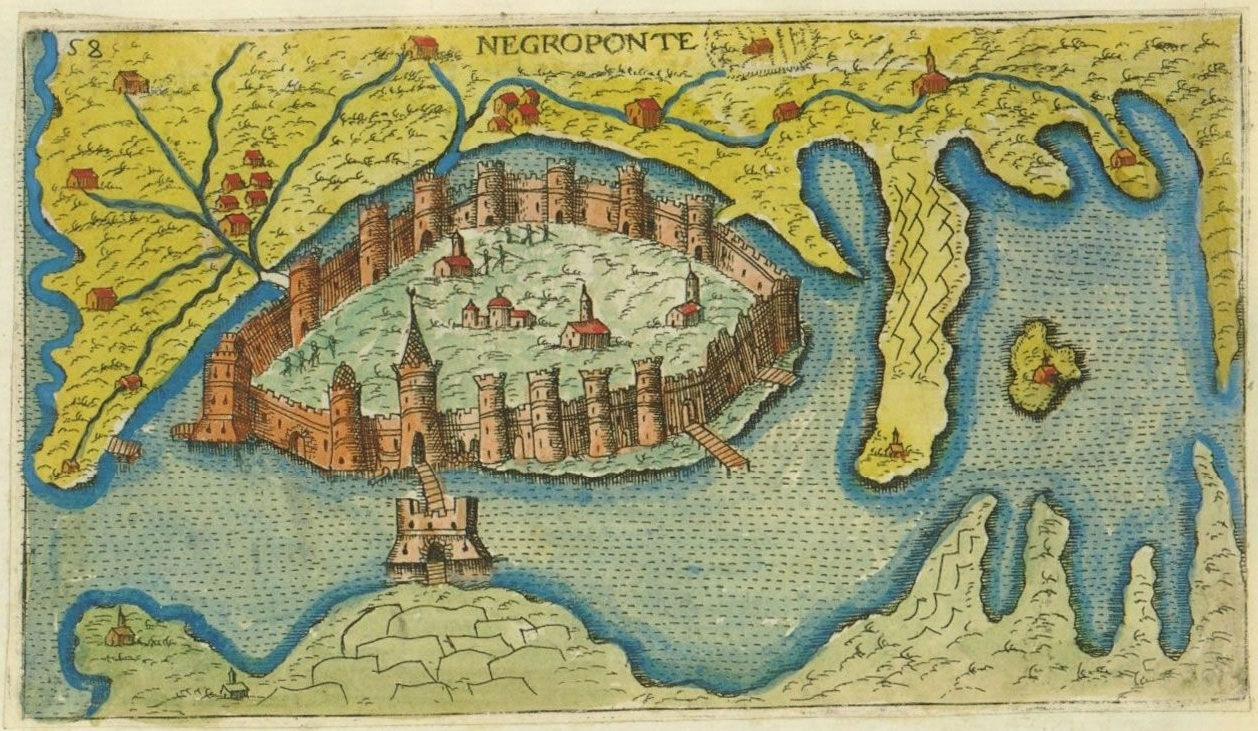
1597年の地図に描かれたハルキダ（ネグロポンテ）

ローマ帝国の下で、カルキスは商業都市として繁栄し続けた。6世紀には、北方の侵略者から中央ギリシャを守るために、再び要塞化された。
第4回十字軍を経て、1209年以後エヴィア島はヴェネツィア共和国領となり、この町はその首府となった。ヴェネツィアの支配下でこの町は「黒い橋」を意味するネグロポンテ（イタリア語: Negroponte、Νεγροπόντε）の名で知られた。また、「ネグロポンテ」はエヴィア島全体を指すこともあった。
1470年、この町は長い包囲戦を経てオスマン帝国領となり、パシャが置かれた。1688年にはヴェネツィアの強力な攻撃をはね返している。

### 近現代
この町は、1830年に独立した近代ギリシャの最初の領土に含まれる。20世紀初め、ハルキダはエヴリポス海峡に面して古い城壁で囲まれた「カストロ」（「城」の意味）と、城壁の外側の新しい町並みからなっていた。カストロにはユダヤ人やトルコ人が暮らしており、城壁の外側の新市街にはギリシャ人が主に居住していた。
1894年の地震では、城壁の一部がカストロの多くの家屋とともに倒壊した。また、城壁の一部はエヴリポス海峡の拡幅のために解体されている。1899年には、ハルキスはエヴィア県の県都となった。1904年にはアテネやピレウスとの間に鉄道が開かれた。これによりハルキダでは輸出貿易が発達した。第二次世界大戦時には、かなりの規模であったユダヤ人コミュニティは強制移住によって数を減らした。
21世紀初頭の今日、周辺地域を合わせたハルキダの自治体は10万人近い人口を抱える。かつて海の近くにあったカラ・ババ（トルコ語で「黒い親父」）と呼ばれる城壁はもはや立っていない。

## 行政区画

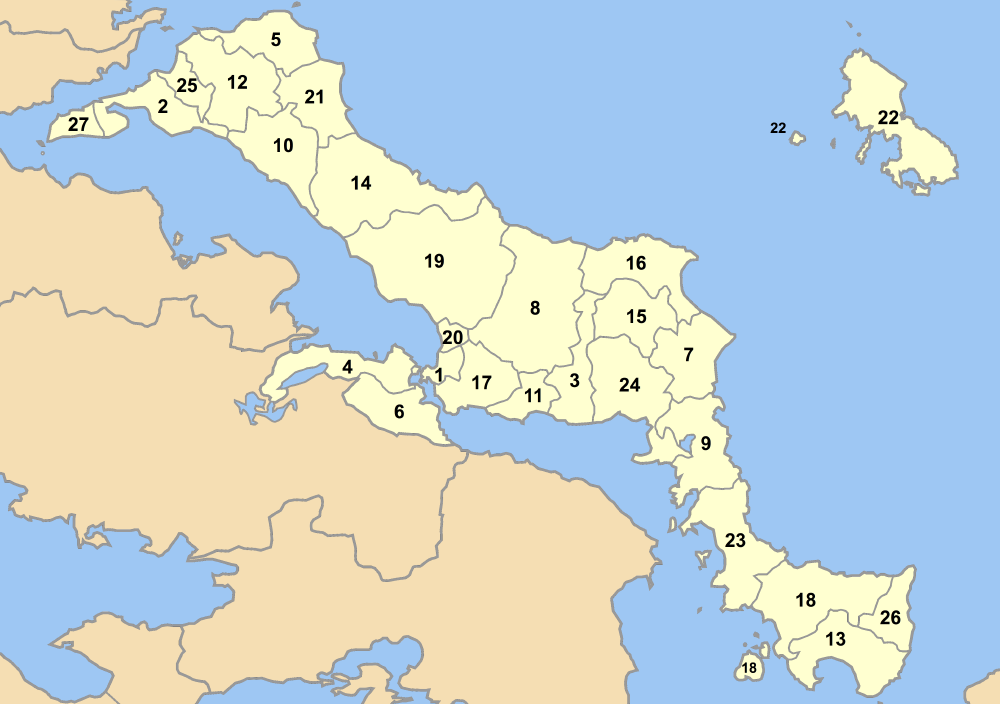
エヴィア県の旧自治体（2010年まで）

エヴィア県におけるハルキダ市（2011年以後）

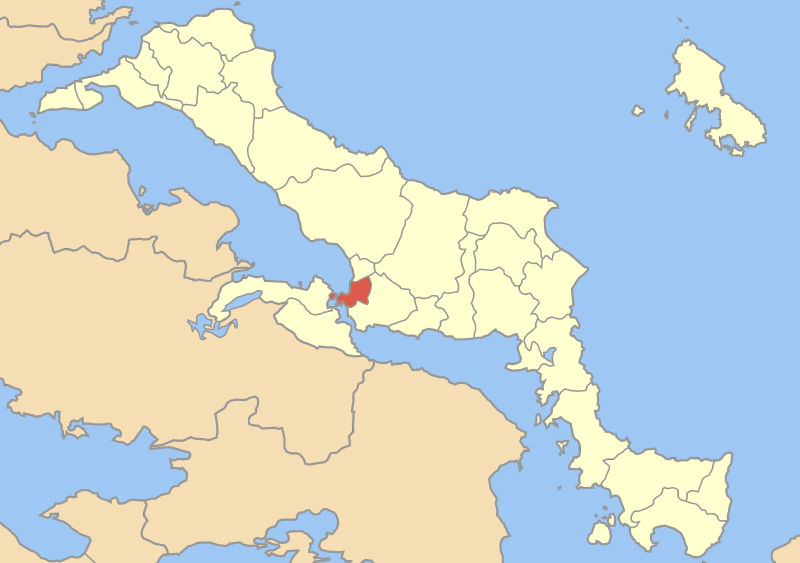
旧ハルキダ市（1999年 - 2010年）

### 自治体（ディモス）
ハルキダ市（Δήμος Χαλκιδέων）は、エヴィア県に属する6つの基礎自治体（ディモス）の一つである。
現在のハルキダ市は、カリクラティス改革（2011年1月施行）にともない、5自治体が合併して発足した。5自治体は、旧ハルキダ市のほか、旧ハルキダ市の北にあったネア・アルタキ市、東にあったリランディア市、対岸のアンティドナ市と、アンティドナ市の南にあったアヴリダ市である。旧自治体は新自治体を構成する行政区（ディモティキ・エノティタ）として位置づけられた。
下表の番号は、下に掲げた「旧自治体」地図の番号に相当する。下表の「旧自治体名」欄は、無印がディモス（市）、※印がキノティタ（村）の名を示す。面積の単位はkm²、人口は2001年国勢調査時点。
|    | 旧自治体       | 綴り       | 政庁所在地          | 面積 | 人口   |
| -- | -------------- | ---------- | ------------------- | ---- | ------ |
| 1  | ハルキダ       | Χαλκίδα    | ハルキダ            | 30.8 | 53,584 |
| 4  | アンティドナ   | Ανθηδώνα   | ドロシア            | -    | 6,104  |
| 6  | アヴリダ       | Αυλίδα     | ヴァティ            | -    | 5,297  |
| 17 | リランディア   | Ληλάντια   | ヴァシリコ          | -    | 15,568 |
| 20 | ネア・アルタキ | Νέα Αρτάκη | ネア・アルタキ (el) | -    | 8,646  |

- Διοικητική διαίρεση νομού Εύβοιας - エヴィア県の自治体・集落一覧（1999年 - 2010年）

### 旧自治体（ディモティキ・エノティタ）
カリクラティス改革以前の旧ハルキダ市にあたるハルキダ地区（Δημοτική ενότητα Χαλκιδέων）は、以下のキノティタ（都市・村落）から構成される。
表中の Δ.δ. は Δημοτικό διαμέρισμα の略であり、カポディストリアス改革による統廃合（1999年1月施行）以前の旧自治体に由来する区画である。[　] 内は人口（2001年国勢調査）を示す。
| - Δ.δ. Χαλκιδέων ハルキダ [ 53,584 ] - η Χαλκίδα ハルキダ [ 53,584 ] - ο Πασάς パサス [ 0 ] |

パサスは、市街地南側の海に浮かぶ無人島である。

## 交通

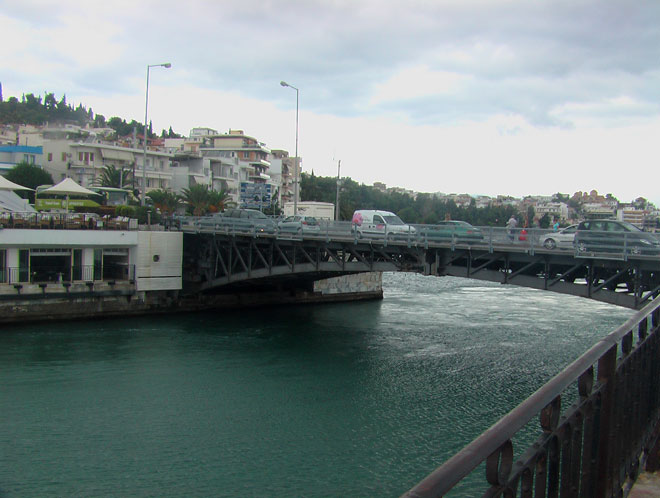
旧橋

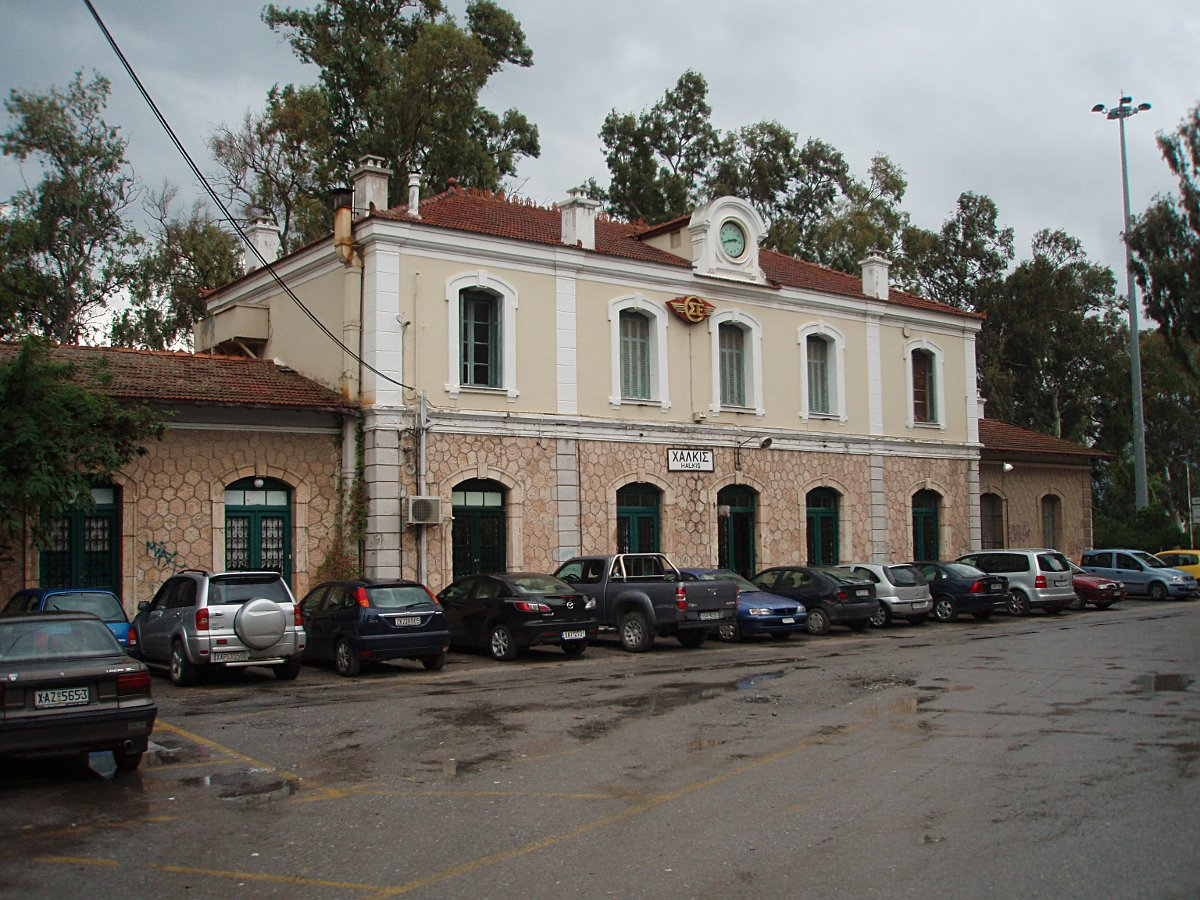
ハルキダ駅

### ハルキダの橋
ハルキダには、エヴィア島側と本土側を結ぶ橋が2本ある（エヴィア島と本土の間の橋のすべてである）。
市街地の西、エヴリポス海峡の最も狭隘な部分には「旧橋」が架かる。この地点には、紀元前411年に木橋が架けられて以来、橋の架け替えが繰り返されてきた。6世紀のユスティニアヌス1世の時代に、橋は可動橋に代えられた。オスマン帝国時代（1453年以降）に再び固定式の橋に戻された。1856年には木造の旋回橋が造られ、1896年に鉄製の旋回橋に架けなおされた。現在の「旧橋」は1962年に架けられたもので、スライド式となっている。
1993年には、市街地の南に新しい「ハルキダ橋」が架けられた。新橋は斜張橋である。

### 道路
本土とハルキダを結ぶ幹線道路は、国道（自動車道路）GR-44号線である。本土から新「ハルキダ橋」を渡ったGR-44号線は、市街地南部を海岸沿いに東へ走り、エヴィア島東南端のカリストスに至る。市街地の南東部でGR-44号線と分岐する GR-77号線は、北へ向かってエヴィア島西北端のイスティエアを目指す。
自動車道路
- GR-44号線  (Greek National Road 44)  : 〔ティーヴァ〕 - ハルキダ - 〔カリストス〕
- GR-77号線  (Greek National Road 77)  : 〔イスティエア〕 - ハルキダ

### 鉄道
- ギリシャ国鉄 プロアスティアコス（近郊鉄道）

「ピレウス – ハルキダ 線」のハルキダ駅が、エヴリポス海峡に架かる「旧橋」を渡った本土側付け根にある。2014年夏ダイヤでは、アテネ駅経由ピレウス行きの列車が2時間に1本運行されている。

## 文化・観光
聖パラスケヴィ教会は、ハルキダで最も興味深い建物である。ヴェネツィア共和国時代の主たる教会となったこの教会は、東ローマ帝国時代に建てられた教会であるが、構造は西方教会の特徴を備えている。

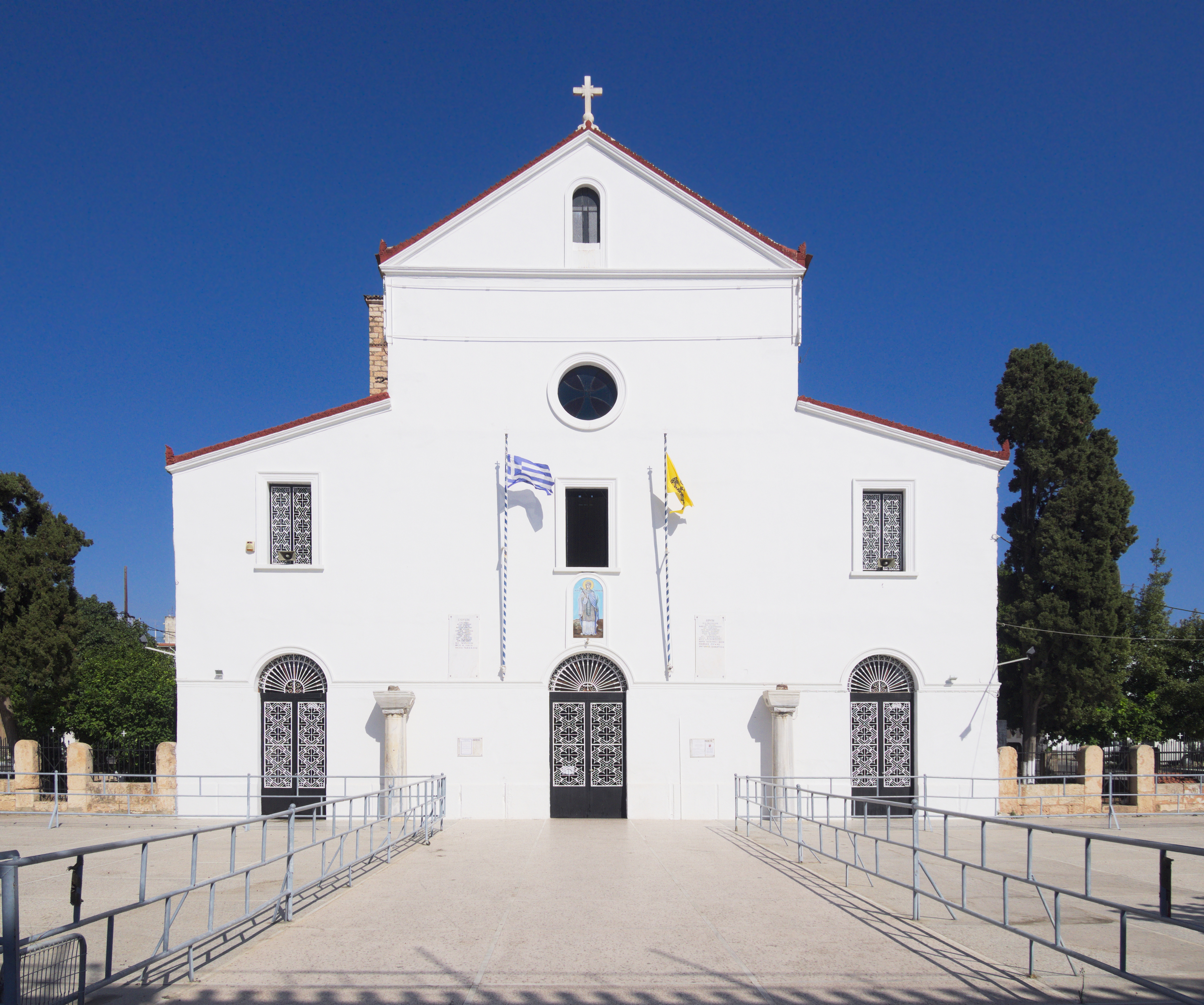
聖パラスケヴィ教会外観
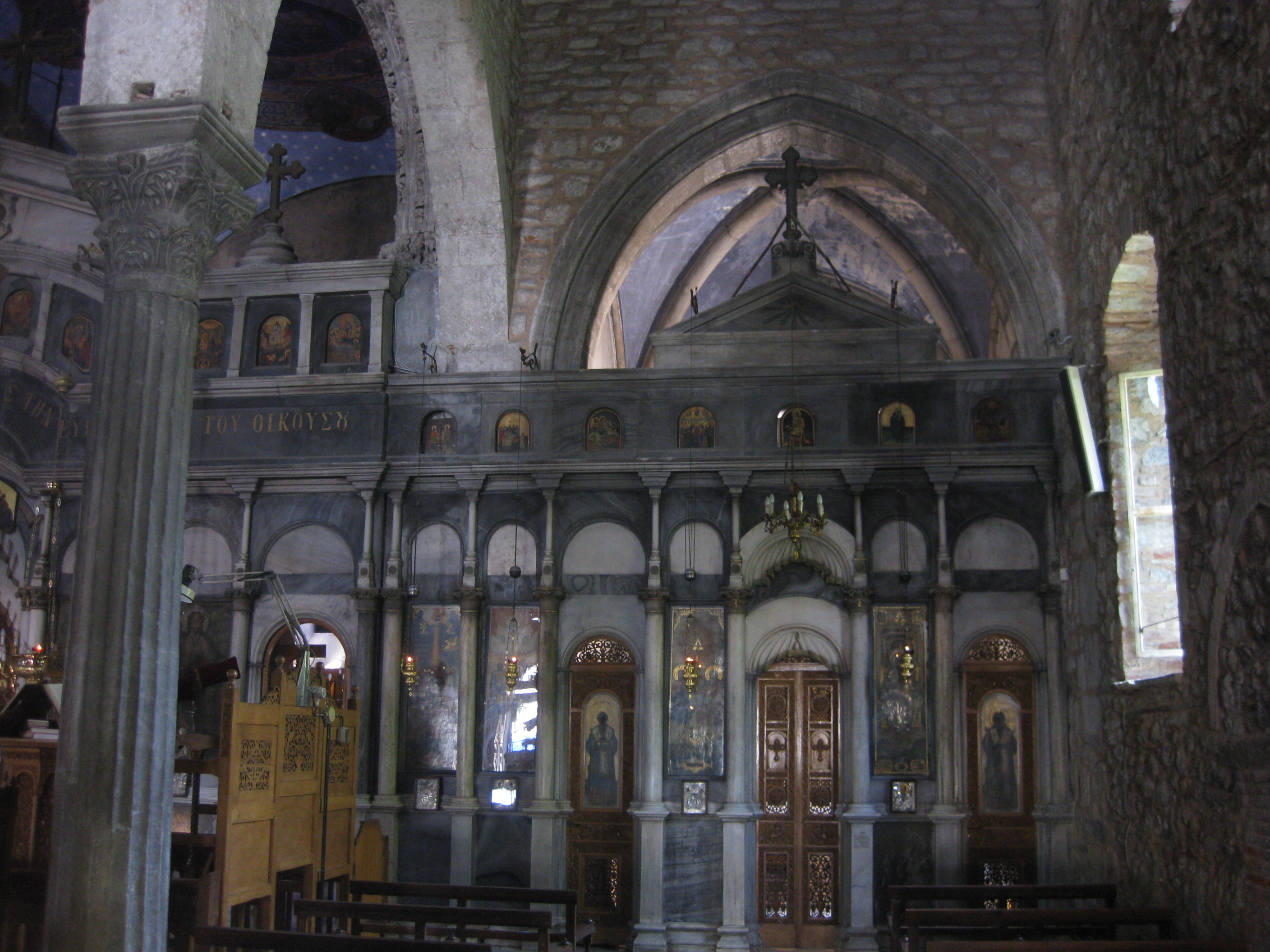
聖パラスケヴィ教会内部
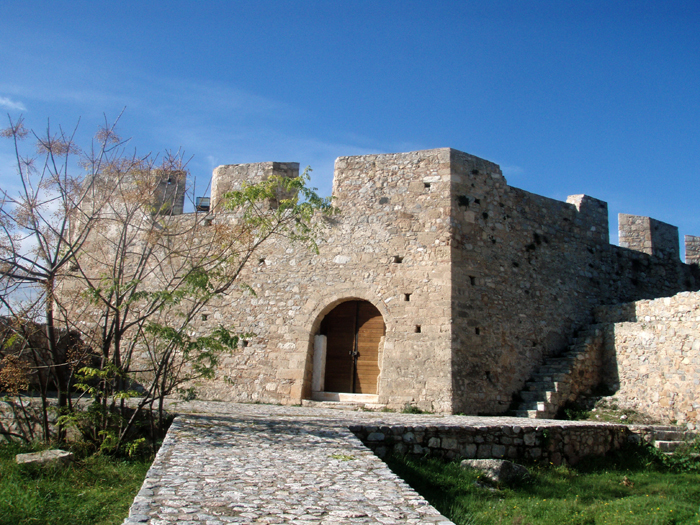
ハルキダの要塞
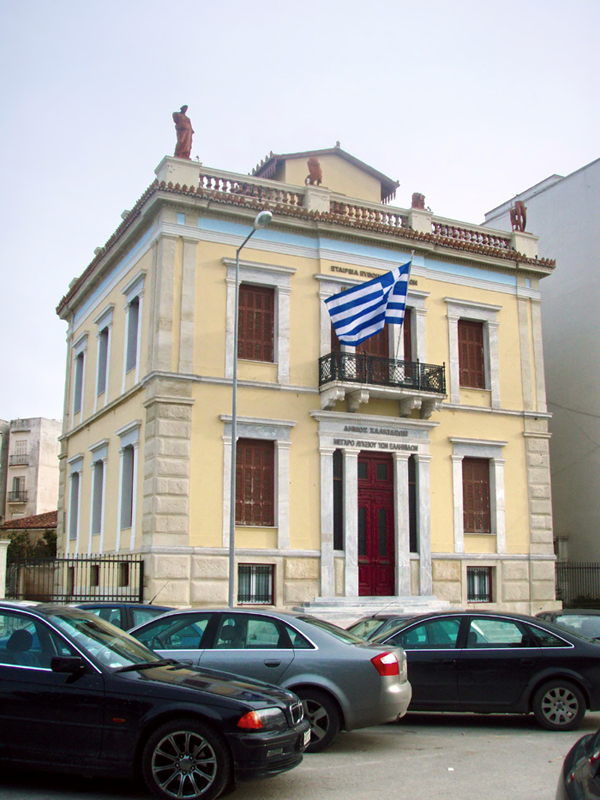
旧市庁舎
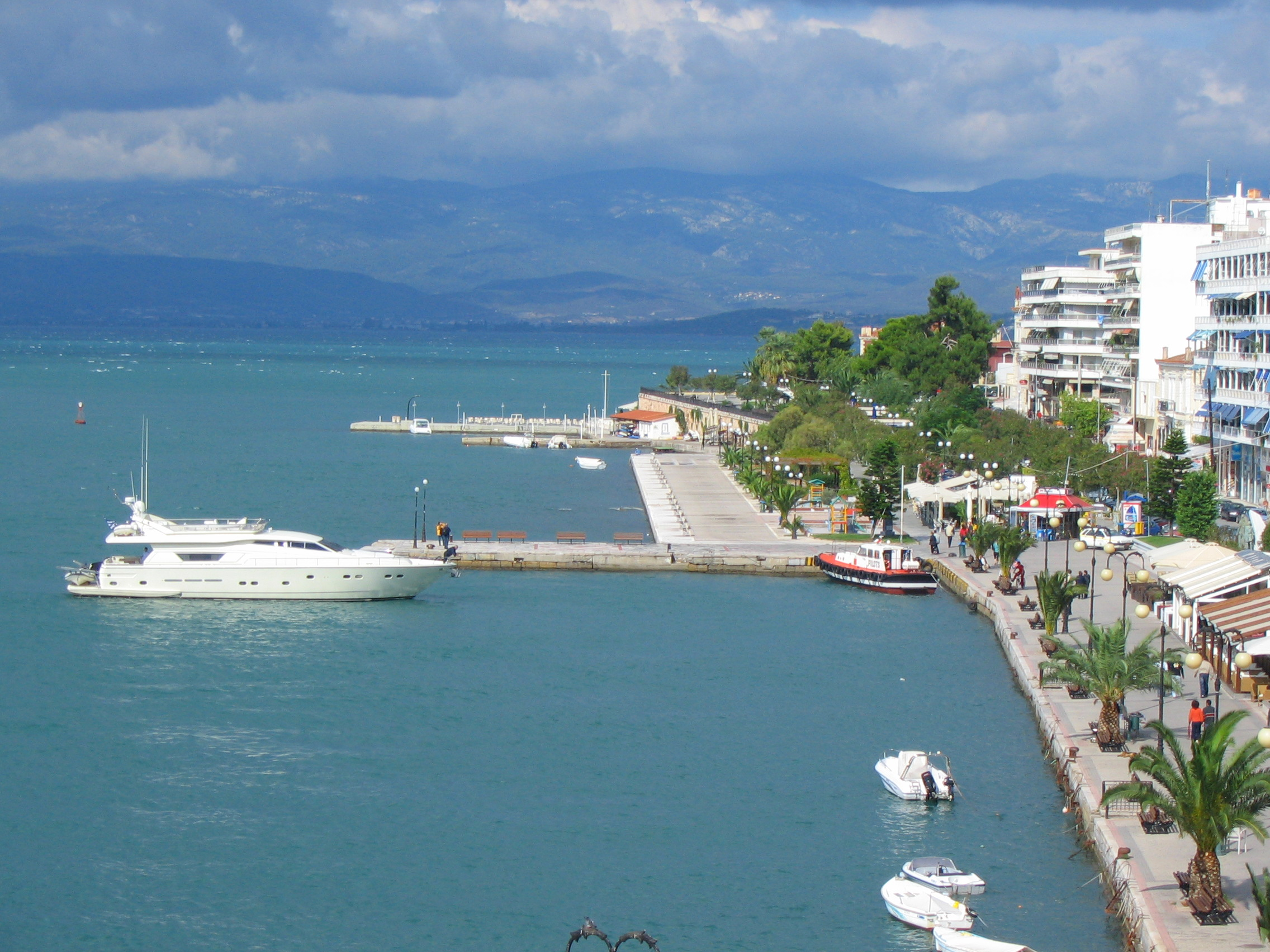
ハルキダの港

## 人物

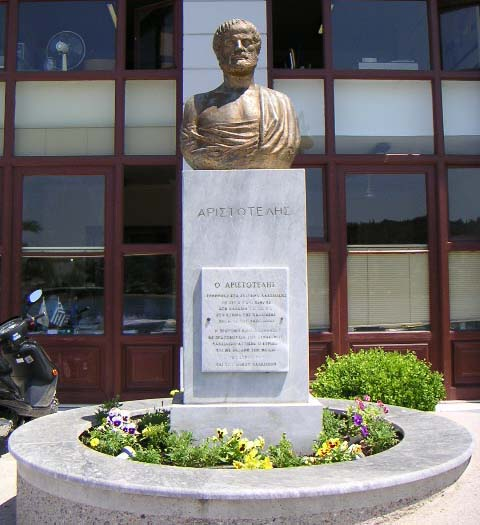
市内にあるアリストテレスの銅像

### 著名な出身者
- オフリドのフェオフィラクト - 聖書の注解をした正教会の聖人（1050年代 - 1107年頃）
- ゲオルギオス・パパニコロウ - 医師、パップテストの創始者（1883-1962）
- モルドハイオス・フリジス（英語版） - 軍人（1893-1940）
- ギアニス・スカリンパス（英語版） - 作家（1893-1984）
- コンスタンディノス・カリアス（英語版） - 政治家（1901-2004）
- ニコス・スカルコッタス - 作曲家（1904-1949）
- ソティリア・ベール（英語版） - 歌手。ドロシア生まれ（1921-1997）
- ヤニス・アナスタソプロス（英語版） - 作家（1931年生まれ）

### ゆかりの人物
- アリストテレス - 古代ギリシャの哲学者。晩年を過ごす

## スポーツ
- NCハルキダ（水球）
- ハルキダFC（ギリシア語版）（サッカー）
- ハルキダBC（英語版）（バスケットボール）

## 註
1. ↑  『ベーシックアトラス世界地図帳』（平凡社、2006年）
2. ↑  『現代地図帳』（二宮書店、2006年）
3. ↑  TrainOSE Timetable https://tickets.trainose.gr/dromologia/